# 米歇尔·鲁索
米歇尔·鲁索（法語：Michel Rousseau，1936年2月5日—2016年9月23日），法国男子自行车运动员。他曾代表法国参加1956年夏季奥林匹克运动会自行车比赛，获得男子个人竞速赛金牌。